# Antídoto (poeta)
Antídoto (en latín Antidotus, en griego antiguo Ἀντίδοτος) fue un poeta cómico ateniense del que no se sabe nada salvo que pertenecía a la comedia intermedia.
Se le atribuye una comedia titulada Ὁμοία, que también se ha atribuido a Alexis de Turios, según Ateneo de Naucratis, y por eso se le sitúa en el Siglo IV a. C. Se conocen los títulos de dos obras suyas más que también nombra Ateneo: Μεμψίμοιρος y Πρωτόχορος.